# Genital Autonomy America
Genital Autonomy America, anciennement la National Organization of Circumcision Information Resource Centers (NOCIRC), est une association sans but lucratif des États-Unis (501c) fondée en 1985 visant à informer et à s'opposer à la circoncision non médicale.